# 库蒂尔
库蒂尔（法語：Couture，法語發音：[kutyʁ] ⓘ）是法国夏朗德省的一个市镇，位于该省北部，属于孔福朗区。

## 地理
库蒂尔（45°55'46"N, 0°17'8"E）面积10.61 平方千米，位于法国新阿基坦大区夏朗德省，该省份为法国西部内陆省份，北起德塞夫勒省和维埃纳省，东临上维埃纳省，东南至多尔多涅省，南至多爾多涅省，西接滨海夏朗德省。
与库蒂尔接壤的市镇（或旧市镇、城区）包括：普尔萨克、圣弗龙、圣古尔松、圣叙尔皮斯-德吕费克、旺图斯、夏朗德河畔欧纳克。
库蒂尔的时区为UTC+01:00、UTC+02:00（夏令时）。

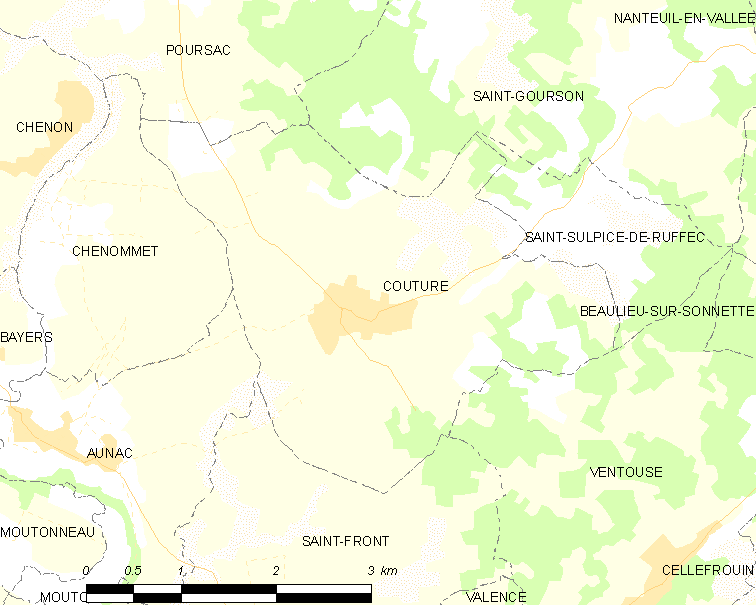
库蒂尔的OSM定位图

## 行政
库蒂尔的邮政编码为16460，INSEE市镇编码为16114。

## 政治
库蒂尔所属的省级选区为夏朗德北县。

## 人口

1962-2008年间库蒂尔人口变化图示

库蒂尔于2022年1月1日时的人口数量为173人。